# 8927 Рьодзіро
8927 Рьодзіро (8927 Ryojiro) — астероїд головного поясу, відкритий 20 грудня 1996 року.
Тіссеранів параметр щодо Юпітера — 3,500.
Названо на честь Рьодзіро (яп. りょうじろう(鐐二郎) рьо:дзіро:).